# Part-of-the-Game-Affäre
Als Part-of-the-Game-Affäre werden die Verwicklungen des stellvertretenden Kärntner Landeshauptmannes Uwe Scheuch (FPÖ) in eine Staatsbürgerschaftsvergabe genannt. Ihm wird vorgeworfen, für eine Spende einem russischen Investor die österreichische Staatsbürgerschaft in Aussicht gestellt zu haben.

## Geschichte
Im Jänner 2010 berichtete das Wochenmagazin News, dass Uwe Scheuch im Jahre 2009 einem Berater eines möglichen russischen Investors in Kärnten die österreichische Staatsbürgerschaft in Aussicht gestellt hat, wobei ein Teil der Investition als Parteispende an Scheuchs damalige Partei Bündnis Zukunft Österreich erfolgen sollte. Die Aussagen von Scheuch wurden von ihm in einem persönlichen Gespräch getätigt, das auf Tonband mitgeschnitten wurde; ein Gutachten bestätigte die Echtheit der Tonbandaufnahme. Es sei, so Scheuch, im Gespräch, „no na net, part of the game“, auf Deutsch: „selbstverständlich Teil des Spiels“, dass ein russischer Investor mit fünf Millionen Euro in einem Projekt die Staatsbürgerschaft erhalte. Dabei sollten, laut Gespräch, „fünf bis zehn Prozent“ an die Partei gehen.
Uwe Scheuch sah nach Bekanntwerden der Angelegenheit keine Problematik. Scheuch erklärte dazu, „verdiente Sportler, Künstler oder Investoren“ erhielten die Staatsbürgerschaft, und, für Parteispenden gäbe es „Spielregeln“, und die Spenden würden „so oder so versteuert“. Ende Februar 2011 wurde gegen Uwe Scheuch Anklage wegen des Verdachtes auf Vorteilsnahme erhoben, der Verdacht der Bestechlichkeit, der vorher auch im Gespräch war, war nicht Teil der Anklage. Scheuch war bis zum Prozess von einem Freispruch überzeugt und sah die Angelegenheit als „politisches Schauspiel“.
Am 2. August 2011 wurde Scheuch zu 18 Monaten Freiheitsstrafe verurteilt, davon sechs Monate unbedingt.
Das Urteil wurde vom Oberlandesgericht Graz am 19. April 2012 aufgehoben und an die erste Instanz zurückverwiesen, da der Richter des erstinstanzlichen Urteils gegen das Überraschungsverbot verstoßen habe.
Am 25. Juni 2012 wurde mit der Wiederholung des Prozesses am Landesgericht Klagenfurt unter einer neuen Richterin begonnen. Scheuch bekannte sich dabei erneut „nicht schuldig“. Dennoch wurde er am 6. Juli 2012 erneut schuldig gesprochen und zu einer Geldstrafe von 150.000 Euro sowie sieben Monaten bedingter Freiheitsstrafe verurteilt.
Am 1. August 2012 trat Uwe Scheuch von allen politischen Funktionen zurück.
Bei der erneuten Berufungsverhandlung am 19. Dezember 2012 am Oberlandesgericht Graz wurde Scheuch wieder schuldig gesprochen und zu einer siebenmonatigen Haftstrafe auf Bewährung, sowie zu einer Geldstrafe von 270 Tagsätzen je 250 Euro, insgesamt somit 67.500 Euro, verurteilt.
Im Rahmen des Nationalratswahlkampfes 2013 wurde das Thema wieder aufgegriffen, als ein Handyspiel mit dem Titel Part of the Game – Game auf den Markt kam.